# Friedrich Fromm
Friedrich "Fritz" Fromm, född 8 oktober 1888 i Charlottenburg, död 12 mars 1945 i Brandenburg, var en tysk general. Han var 1939–1944 chef för reservarmén. Fromm utnämndes 1940 till generalöverste och erhöll Riddarkorset av Järnkorset.

## Biografi
Under första världskriget var Fromm löjtnant.
Fromm var under andra världskriget befälhavare för reservarmén. Fromm kände till att flera av hans underlydande, i synnerhet stabschefen Claus Schenk von Stauffenberg, konspirerade för att mörda Hitler men han valde att tiga. Efter attentatet den 20 juli 1944, lät han avrätta flera av de sammansvurna, bland andra Stauffenberg, Albrecht Mertz von Quirnheim, Friedrich Olbricht och Werner von Haeften. Hitler hade uttryckligen befallt att kuppmännen skulle tas levande.
Fromm blev dock snart misstänkt för att ha undanhållit sin vetskap om sammansvärjningen. Han arresterades och ställdes inför Folkdomstolen, vilken dömde honom till döden; han arkebuserades i fängelset i Brandenburg i mars 1945.

## Befordringshistorik
Friedrich Fromms befordringshistorik
- Fänrik: 16 augusti 1907
- Löjtnant: 18 juni 1908
- Överlöjtnant: 28 november 1914
- Kapten: 18 april 1916
- Major: 1 mars 1927
- Överstelöjtnant: 1 april 1931
- Överste: 1 februari 1933
- Generalmajor: 1 november 1935
- Generallöjtnant: 1 januari 1938
- General av artilleriet: 20 april 1939
- Generalöverste: 19 juli 1940

## Utmärkelser
Friedrich Fromms utmärkelser
- Riddarkorset av Järnkorset: 13 juli 1940
- Järnkorset av första klassen
- Järnkorset av andra klassen
- Såradmärket
- Hansakorset (Hamburg)
- Militärförtjänstkorset av tredje klassen med krigsdekoration
- Ärekorset
- Wehrmachts tjänsteutmärkelse av fjärde, tredje, andra och första klassen
- Anschlussmedaljen (Medaille zur Erinnerung an den 13. März 1938)
- Sudetenlandmedaljen (Medaille zur Erinnerung an den 1. Oktober 1938) med Pragspännet
- Memellandmedaljen
- Tilläggsspänne till Järnkorset av första klassen
- Tilläggsspänne till Järnkorset av andra klassen

## Populärkultur
I filmen Valkyria från 2008 porträtteras Friedrich Fromm av Tom Wilkinson.